# Linia kolejowa nr 324
Linia kolejowa nr 324 – niezelektryfikowana, jednotorowa linia kolejowa znaczenie miejscowego łącząca rozjazd R22 na stacji Krzewina Zgorzelecka (dawny posterunek odgałęźny Ręczyn) z przejściem granicznym w okolicach Hagenwerder.
Linia wchodzi w skład korytarza transportowego Görlitz – Zittau (tzw. Neißetalbahn) oraz przebiega w bezpośrednim sąsiedztwie Nysy Łużyckiej.